# Dennistoun Glacier
Dennistoun Glacier är en glaciär i Antarktis. Den ligger i Östantarktis. Nya Zeeland gör anspråk på området. Dennistoun Glacier ligger 56 meter över havet.
Terrängen runt Dennistoun Glacier är varierad. Trakten är obefolkad. Det finns inga samhällen i närheten.